# Derrick: Das Abschiedsgeschenk
Das Abschiedsgeschenk ist die 281. Folge und zugleich auch letzte Folge der Kriminalserie Derrick.

## Handlung
Oberinspektor Stephan Derrick verlässt nach mehr als 25 Jahren die Mordkommission München I. Er soll nun befördert werden und damit einen Chefposten bei Europol in Den Haag erhalten. Doch seine Freude wird getrübt, als plötzlich der seit 15 Jahren wegen Mordes im Gefängnis sitzende Albert Kaschonnick ihm per Brief mitteilt, dass Derrick genau diesen Tag nicht mehr erleben bzw. nicht überleben werde. Der Polizeipräsident von München ist höchst alarmiert von dieser offenkundigen Morddrohung und bietet Derrick daraufhin rund um die Uhr andauernden Polizeischutz an, doch Derrick lehnt dies ab.
Derrick hatte Albert Kaschonnick einst wegen eines Mordes überführt. Zwar hatte Kaschonnick nie ein Geständnis abgelegt, wurde dann aber durch einen Indizienprozess zu lebenslanger Haft verurteilt. Derrick sieht sich nun in seinem persönlichen Ehrgeiz dadurch getrieben, die ganze Wahrheit herauszufinden. Zunächst sucht er Albert Kaschonnick persönlich im Gefängnis auf. Dieser bestätigt Derrick, dass er seine schriftliche Ankündigung ernst meint, jedoch ohne irgendwelche Mittäter oder Hintermänner zu nennen. Danach sucht Derrick mit seinem Kollegen Harry Klein den Bruder des Verurteilten auf. Dieser heißt Walter Kaschonnick und ist ein dubioser Nachtclubbesitzer sowie auch eine bekannte Größe im Münchner Rotlichtmilieu. Kaschonnick ist zunächst sehr erstaunt über Derricks Besuch und sagt ihm, er müsse die Morddrohung seines Bruders nicht weiter ernst nehmen, da dies laut seiner Meinung nur das wirre Geschwätz eines bereits zu lange Inhaftierten sei. Doch Derrick ermittelt auf eigene Faust weiter, wobei er auch immer wieder mit der Familiengeschichte der Kaschonnicks konfrontiert wird.
Zuletzt gelingt es dann Derrick mithilfe des gesamten Münchner Polizeipräsidiums, die beiden von Kaschonnick beauftragten Hintermänner des versuchten Mordkomplotts ausfindig zu machen. Die beiden Schützen lauern am Abend von Derricks Verabschiedung getarnt in einem Pizza-Lieferwagen mit ihren Maschinenpistolen, um Derrick dann beim Verlassen des Gebäudes aus einem Hinterhalt erschießen zu können. Doch ein Sondereinsatzkommando der Polizei macht den beiden Auftragskillern einen gehörigen Strich durch die Rechnung. Es kommt zu einer wilden Schießerei, infolgedessen die beiden dann unschädlich gemacht und verhaftet werden können.
Derrick hält bei seiner Verabschiedung eine längere Rede, wo er darauf hinweist, dass Mord und Totschlag im Laufe der Jahre inzwischen eine Art von medialem Unterhaltungswert bekommen hätten und dass dies nicht so bleiben dürfe. Zur Verabschiedung erscheint auch Kriminalhauptkommissar Leo Kress mitsamt Kollegen von der Münchner Mordkommission II. Nach der Feierstunde informiert der Polizeipräsident dann Derrick darüber, dass die lauernde Gefahr nun gebannt und er in Sicherheit sei. Derrick verlässt das Gebäude mitsamt vielen anderen Gästen und dankt seinem langjährigen Kollegen und Wegbegleiter Harry für die vielen Jahre der Treue und guten Zusammenarbeit. Harry erwidert daraufhin: Mach's gut, Stephan.

## Produktion und Hintergründe
Die Dreharbeiten fanden im Frühjahr 1998 ausschließlich in München statt. Die Erstausstrahlung erfolgte am 16. Oktober 1998 zur Hauptsendezeit im ZDF.
Dirk Galuba hat in dieser Folge als Nachtclubbesitzer seinen 22. Auftritt in einer Derrick-Folge. Er ist damit derjenige, welcher innerhalb der Serie die meisten Gastauftritte hatte. Seinen ersten Auftritt hatte er in der 20. Folge mit dem Titel Schock (Erstausstrahlung: 2. Mai 1976).
Florian Martens spielt in dieser Folge die Rolle des Johannes Templin. Dies hat einen besonderen Grund, denn sein 1985 verstorbener Vater Wolfgang Kieling spielte in der ersten Derrick-Folge Waldweg im Jahr 1974 als Lehrer Rudolf Manger die Rolle des Mörders.
Die Regie führte Dietrich Haugk, der auch schon in der ersten Derrick-Folge die Regie geführt hatte.
Am Ende der Folge kommt es zu einem einmaligen Crossover mit der ebenfalls in München spielenden Serie Der Alte, da zur Verabschiedung von Derrick auch die Ermittler Leo Kress, Gerd Heymann, Axel Richter und Werner Riedmann erscheinen und ihm alles Gute für die Zukunft wünschen. In dieser Szene hat auch der langjährige Produzent der Serie Helmut Ringelmann einen Cameo-Auftritt.